# Stade Mohamed Said Cheikh
Stade Mohamed Said Cheikh – wielofunkcyjny stadion w Mitsamiouli na Komorach. Jest używany głównie dla meczów piłki nożnej. Wybudowany na miejscu starego Stade Mitsamiouli. Został otwarty w 2007 roku w ramach programu FIFA "Wygraj w Afryce z Afryką". Jego nazwa pochodzi od byłego przywódcy Komorów, Saida Mohameda Cheikha. Zastąpił Stade de Beaumer jako macierzysta arena narodowej piłkarskiej reprezentacji. Był to pierwszy stadion na Komorach goszczący mecze Afrykańskiej Ligi Mistrzów.